# Światosław Gal
Światosław Roman Gal (ur. 3 maja 1976 we Wrocławiu) – polski matematyk, wykładowca Uniwersytetu Wrocławskiego.

## Życiorys
Światosław Gal uczęszczał do Liceum Ogólnokształcącego nr XIV im. Polonii Belgijskiej we Wrocławiu (matura 1995). Od czerwca do sierpnia 1995 przebywał na stażu w Massachusetts Institute of Technology. W latach 1995–2000 studiował matematykę na Uniwersytecie Wrocławskim. Tam też odbył studia doktoranckie i obronił pracę doktorską O rzeczywistych pierwiastkach h-wielomianów (promotor – Lech Tadeusz Januszkiewicz). Habilitował się na UWr w 2015, przedstawiając dzieło Grupy dyfeomorfizmów: klasy charakterystyczne i reprezentacje skończenie generowanych grup.
W 2004 rozpoczął pracę jako asystent w Instytucie Matematyki UWr, rok później awansując na stanowisko adiunkta. W latach 2005–2006 prowadził badania na Uniwersytecie w Neuchâtel. Obecnie (2021) pracuje w Zakładzie Geometrii Instytutu Matematycznego Wydziału Matematyki i Informatyki Uniwersytetu Wrocławskiego.
Zainteresowania naukowe Gala obejmują geometryczne teorie grupy, topologie różniczkowe, teorie reprezentacji.
W latach 1990–1995 stypendysta Krajowego Funduszu na rzecz Dzieci. W późniejszym okresie prowadził zajęcia w ramach Funduszu.
Wyróżniany m.in. nagrodą dla najlepszego studenta I roku Fundacji Matematyków Wrocławskich (1996), stypendium Ministra Edukacji Narodowej (1996–2000), stypendium Polskiej Akademii Nauk dla wyróżniających się młodych matematyków (2004), Stypendium im. Stanisława Saksa Fundacji Matematyków Wrocławskich (2004), nagrodą Prezesa Rady Ministrów za rozprawę naukową (2005).
Jego krewnym i znajomym jest Piotr Śniady.